# Marian Wróbel
Marian Wróbel (Leopoli, 1º gennaio 1907 – Varsavia, 25 aprile 1960) è stato un compositore di scacchi polacco.
Studiò letteratura e filologia slava a Leopoli e a Varsavia. Nella capitale polacca conobbe Dawid Przepiórka, dal quale trasse incitamenti e suggerimenti per dedicarsi alla composizione di scacchi. Dopo aver lavorato per alcuni anni come insegnante, verso il 1935 fu colpito da una rara malattia della colonna vertebrale, che lo costrinse alla quasi totale immobilità. Trasferito ad impieghi amministrativi, si dedicò con rinnovato impegno alla problemistica e pubblicò un migliaio di problemi, la maggior parte in due e tre mosse, ma anche di aiutomatto e di automatto.
La PCCC (Permanent Commission for Chess Composition) lo nominò Giudice internazionale per la composizione nel 1956 e Maestro internazionale della composizione nel 1959. Molti suoi lavori furono pubblicati negli Album FIDE.
Autore di diversi libri sulla composizione di scacchi, tra cui I misteri del due mosse (Varsavia, 1950) e Un secolo di composizioni polacche: 1855-1955 (Varsavia, 1956).
Tre suoi problemi:
|   | a | b | c | d | e | f | g | h |   |
| 8 | a8 donna del nero · b8 alfiere del nero · c8 alfiere del bianco · d8 torre del nero · e8 cavallo del nero · a7 re del nero · c7 torre del nero · d7 torre del bianco · a6 pedone del bianco · b6 cavallo del bianco · c6 alfiere del nero · a5 torre del bianco · d5 donna del bianco · a4 pedone del bianco · c4 pedone del bianco · e4 pedone del bianco · f2 alfiere del bianco · d1 re del bianco | a8 donna del nero · b8 alfiere del nero · c8 alfiere del bianco · d8 torre del nero · e8 cavallo del nero · a7 re del nero · c7 torre del nero · d7 torre del bianco · a6 pedone del bianco · b6 cavallo del bianco · c6 alfiere del nero · a5 torre del bianco · d5 donna del bianco · a4 pedone del bianco · c4 pedone del bianco · e4 pedone del bianco · f2 alfiere del bianco · d1 re del bianco | a8 donna del nero · b8 alfiere del nero · c8 alfiere del bianco · d8 torre del nero · e8 cavallo del nero · a7 re del nero · c7 torre del nero · d7 torre del bianco · a6 pedone del bianco · b6 cavallo del bianco · c6 alfiere del nero · a5 torre del bianco · d5 donna del bianco · a4 pedone del bianco · c4 pedone del bianco · e4 pedone del bianco · f2 alfiere del bianco · d1 re del bianco | a8 donna del nero · b8 alfiere del nero · c8 alfiere del bianco · d8 torre del nero · e8 cavallo del nero · a7 re del nero · c7 torre del nero · d7 torre del bianco · a6 pedone del bianco · b6 cavallo del bianco · c6 alfiere del nero · a5 torre del bianco · d5 donna del bianco · a4 pedone del bianco · c4 pedone del bianco · e4 pedone del bianco · f2 alfiere del bianco · d1 re del bianco | a8 donna del nero · b8 alfiere del nero · c8 alfiere del bianco · d8 torre del nero · e8 cavallo del nero · a7 re del nero · c7 torre del nero · d7 torre del bianco · a6 pedone del bianco · b6 cavallo del bianco · c6 alfiere del nero · a5 torre del bianco · d5 donna del bianco · a4 pedone del bianco · c4 pedone del bianco · e4 pedone del bianco · f2 alfiere del bianco · d1 re del bianco | a8 donna del nero · b8 alfiere del nero · c8 alfiere del bianco · d8 torre del nero · e8 cavallo del nero · a7 re del nero · c7 torre del nero · d7 torre del bianco · a6 pedone del bianco · b6 cavallo del bianco · c6 alfiere del nero · a5 torre del bianco · d5 donna del bianco · a4 pedone del bianco · c4 pedone del bianco · e4 pedone del bianco · f2 alfiere del bianco · d1 re del bianco | a8 donna del nero · b8 alfiere del nero · c8 alfiere del bianco · d8 torre del nero · e8 cavallo del nero · a7 re del nero · c7 torre del nero · d7 torre del bianco · a6 pedone del bianco · b6 cavallo del bianco · c6 alfiere del nero · a5 torre del bianco · d5 donna del bianco · a4 pedone del bianco · c4 pedone del bianco · e4 pedone del bianco · f2 alfiere del bianco · d1 re del bianco | a8 donna del nero · b8 alfiere del nero · c8 alfiere del bianco · d8 torre del nero · e8 cavallo del nero · a7 re del nero · c7 torre del nero · d7 torre del bianco · a6 pedone del bianco · b6 cavallo del bianco · c6 alfiere del nero · a5 torre del bianco · d5 donna del bianco · a4 pedone del bianco · c4 pedone del bianco · e4 pedone del bianco · f2 alfiere del bianco · d1 re del bianco | 8 |
| 7 | a8 donna del nero · b8 alfiere del nero · c8 alfiere del bianco · d8 torre del nero · e8 cavallo del nero · a7 re del nero · c7 torre del nero · d7 torre del bianco · a6 pedone del bianco · b6 cavallo del bianco · c6 alfiere del nero · a5 torre del bianco · d5 donna del bianco · a4 pedone del bianco · c4 pedone del bianco · e4 pedone del bianco · f2 alfiere del bianco · d1 re del bianco | a8 donna del nero · b8 alfiere del nero · c8 alfiere del bianco · d8 torre del nero · e8 cavallo del nero · a7 re del nero · c7 torre del nero · d7 torre del bianco · a6 pedone del bianco · b6 cavallo del bianco · c6 alfiere del nero · a5 torre del bianco · d5 donna del bianco · a4 pedone del bianco · c4 pedone del bianco · e4 pedone del bianco · f2 alfiere del bianco · d1 re del bianco | a8 donna del nero · b8 alfiere del nero · c8 alfiere del bianco · d8 torre del nero · e8 cavallo del nero · a7 re del nero · c7 torre del nero · d7 torre del bianco · a6 pedone del bianco · b6 cavallo del bianco · c6 alfiere del nero · a5 torre del bianco · d5 donna del bianco · a4 pedone del bianco · c4 pedone del bianco · e4 pedone del bianco · f2 alfiere del bianco · d1 re del bianco | a8 donna del nero · b8 alfiere del nero · c8 alfiere del bianco · d8 torre del nero · e8 cavallo del nero · a7 re del nero · c7 torre del nero · d7 torre del bianco · a6 pedone del bianco · b6 cavallo del bianco · c6 alfiere del nero · a5 torre del bianco · d5 donna del bianco · a4 pedone del bianco · c4 pedone del bianco · e4 pedone del bianco · f2 alfiere del bianco · d1 re del bianco | a8 donna del nero · b8 alfiere del nero · c8 alfiere del bianco · d8 torre del nero · e8 cavallo del nero · a7 re del nero · c7 torre del nero · d7 torre del bianco · a6 pedone del bianco · b6 cavallo del bianco · c6 alfiere del nero · a5 torre del bianco · d5 donna del bianco · a4 pedone del bianco · c4 pedone del bianco · e4 pedone del bianco · f2 alfiere del bianco · d1 re del bianco | a8 donna del nero · b8 alfiere del nero · c8 alfiere del bianco · d8 torre del nero · e8 cavallo del nero · a7 re del nero · c7 torre del nero · d7 torre del bianco · a6 pedone del bianco · b6 cavallo del bianco · c6 alfiere del nero · a5 torre del bianco · d5 donna del bianco · a4 pedone del bianco · c4 pedone del bianco · e4 pedone del bianco · f2 alfiere del bianco · d1 re del bianco | a8 donna del nero · b8 alfiere del nero · c8 alfiere del bianco · d8 torre del nero · e8 cavallo del nero · a7 re del nero · c7 torre del nero · d7 torre del bianco · a6 pedone del bianco · b6 cavallo del bianco · c6 alfiere del nero · a5 torre del bianco · d5 donna del bianco · a4 pedone del bianco · c4 pedone del bianco · e4 pedone del bianco · f2 alfiere del bianco · d1 re del bianco | a8 donna del nero · b8 alfiere del nero · c8 alfiere del bianco · d8 torre del nero · e8 cavallo del nero · a7 re del nero · c7 torre del nero · d7 torre del bianco · a6 pedone del bianco · b6 cavallo del bianco · c6 alfiere del nero · a5 torre del bianco · d5 donna del bianco · a4 pedone del bianco · c4 pedone del bianco · e4 pedone del bianco · f2 alfiere del bianco · d1 re del bianco | 7 |
| 6 | a8 donna del nero · b8 alfiere del nero · c8 alfiere del bianco · d8 torre del nero · e8 cavallo del nero · a7 re del nero · c7 torre del nero · d7 torre del bianco · a6 pedone del bianco · b6 cavallo del bianco · c6 alfiere del nero · a5 torre del bianco · d5 donna del bianco · a4 pedone del bianco · c4 pedone del bianco · e4 pedone del bianco · f2 alfiere del bianco · d1 re del bianco | a8 donna del nero · b8 alfiere del nero · c8 alfiere del bianco · d8 torre del nero · e8 cavallo del nero · a7 re del nero · c7 torre del nero · d7 torre del bianco · a6 pedone del bianco · b6 cavallo del bianco · c6 alfiere del nero · a5 torre del bianco · d5 donna del bianco · a4 pedone del bianco · c4 pedone del bianco · e4 pedone del bianco · f2 alfiere del bianco · d1 re del bianco | a8 donna del nero · b8 alfiere del nero · c8 alfiere del bianco · d8 torre del nero · e8 cavallo del nero · a7 re del nero · c7 torre del nero · d7 torre del bianco · a6 pedone del bianco · b6 cavallo del bianco · c6 alfiere del nero · a5 torre del bianco · d5 donna del bianco · a4 pedone del bianco · c4 pedone del bianco · e4 pedone del bianco · f2 alfiere del bianco · d1 re del bianco | a8 donna del nero · b8 alfiere del nero · c8 alfiere del bianco · d8 torre del nero · e8 cavallo del nero · a7 re del nero · c7 torre del nero · d7 torre del bianco · a6 pedone del bianco · b6 cavallo del bianco · c6 alfiere del nero · a5 torre del bianco · d5 donna del bianco · a4 pedone del bianco · c4 pedone del bianco · e4 pedone del bianco · f2 alfiere del bianco · d1 re del bianco | a8 donna del nero · b8 alfiere del nero · c8 alfiere del bianco · d8 torre del nero · e8 cavallo del nero · a7 re del nero · c7 torre del nero · d7 torre del bianco · a6 pedone del bianco · b6 cavallo del bianco · c6 alfiere del nero · a5 torre del bianco · d5 donna del bianco · a4 pedone del bianco · c4 pedone del bianco · e4 pedone del bianco · f2 alfiere del bianco · d1 re del bianco | a8 donna del nero · b8 alfiere del nero · c8 alfiere del bianco · d8 torre del nero · e8 cavallo del nero · a7 re del nero · c7 torre del nero · d7 torre del bianco · a6 pedone del bianco · b6 cavallo del bianco · c6 alfiere del nero · a5 torre del bianco · d5 donna del bianco · a4 pedone del bianco · c4 pedone del bianco · e4 pedone del bianco · f2 alfiere del bianco · d1 re del bianco | a8 donna del nero · b8 alfiere del nero · c8 alfiere del bianco · d8 torre del nero · e8 cavallo del nero · a7 re del nero · c7 torre del nero · d7 torre del bianco · a6 pedone del bianco · b6 cavallo del bianco · c6 alfiere del nero · a5 torre del bianco · d5 donna del bianco · a4 pedone del bianco · c4 pedone del bianco · e4 pedone del bianco · f2 alfiere del bianco · d1 re del bianco | a8 donna del nero · b8 alfiere del nero · c8 alfiere del bianco · d8 torre del nero · e8 cavallo del nero · a7 re del nero · c7 torre del nero · d7 torre del bianco · a6 pedone del bianco · b6 cavallo del bianco · c6 alfiere del nero · a5 torre del bianco · d5 donna del bianco · a4 pedone del bianco · c4 pedone del bianco · e4 pedone del bianco · f2 alfiere del bianco · d1 re del bianco | 6 |
| 5 | a8 donna del nero · b8 alfiere del nero · c8 alfiere del bianco · d8 torre del nero · e8 cavallo del nero · a7 re del nero · c7 torre del nero · d7 torre del bianco · a6 pedone del bianco · b6 cavallo del bianco · c6 alfiere del nero · a5 torre del bianco · d5 donna del bianco · a4 pedone del bianco · c4 pedone del bianco · e4 pedone del bianco · f2 alfiere del bianco · d1 re del bianco | a8 donna del nero · b8 alfiere del nero · c8 alfiere del bianco · d8 torre del nero · e8 cavallo del nero · a7 re del nero · c7 torre del nero · d7 torre del bianco · a6 pedone del bianco · b6 cavallo del bianco · c6 alfiere del nero · a5 torre del bianco · d5 donna del bianco · a4 pedone del bianco · c4 pedone del bianco · e4 pedone del bianco · f2 alfiere del bianco · d1 re del bianco | a8 donna del nero · b8 alfiere del nero · c8 alfiere del bianco · d8 torre del nero · e8 cavallo del nero · a7 re del nero · c7 torre del nero · d7 torre del bianco · a6 pedone del bianco · b6 cavallo del bianco · c6 alfiere del nero · a5 torre del bianco · d5 donna del bianco · a4 pedone del bianco · c4 pedone del bianco · e4 pedone del bianco · f2 alfiere del bianco · d1 re del bianco | a8 donna del nero · b8 alfiere del nero · c8 alfiere del bianco · d8 torre del nero · e8 cavallo del nero · a7 re del nero · c7 torre del nero · d7 torre del bianco · a6 pedone del bianco · b6 cavallo del bianco · c6 alfiere del nero · a5 torre del bianco · d5 donna del bianco · a4 pedone del bianco · c4 pedone del bianco · e4 pedone del bianco · f2 alfiere del bianco · d1 re del bianco | a8 donna del nero · b8 alfiere del nero · c8 alfiere del bianco · d8 torre del nero · e8 cavallo del nero · a7 re del nero · c7 torre del nero · d7 torre del bianco · a6 pedone del bianco · b6 cavallo del bianco · c6 alfiere del nero · a5 torre del bianco · d5 donna del bianco · a4 pedone del bianco · c4 pedone del bianco · e4 pedone del bianco · f2 alfiere del bianco · d1 re del bianco | a8 donna del nero · b8 alfiere del nero · c8 alfiere del bianco · d8 torre del nero · e8 cavallo del nero · a7 re del nero · c7 torre del nero · d7 torre del bianco · a6 pedone del bianco · b6 cavallo del bianco · c6 alfiere del nero · a5 torre del bianco · d5 donna del bianco · a4 pedone del bianco · c4 pedone del bianco · e4 pedone del bianco · f2 alfiere del bianco · d1 re del bianco | a8 donna del nero · b8 alfiere del nero · c8 alfiere del bianco · d8 torre del nero · e8 cavallo del nero · a7 re del nero · c7 torre del nero · d7 torre del bianco · a6 pedone del bianco · b6 cavallo del bianco · c6 alfiere del nero · a5 torre del bianco · d5 donna del bianco · a4 pedone del bianco · c4 pedone del bianco · e4 pedone del bianco · f2 alfiere del bianco · d1 re del bianco | a8 donna del nero · b8 alfiere del nero · c8 alfiere del bianco · d8 torre del nero · e8 cavallo del nero · a7 re del nero · c7 torre del nero · d7 torre del bianco · a6 pedone del bianco · b6 cavallo del bianco · c6 alfiere del nero · a5 torre del bianco · d5 donna del bianco · a4 pedone del bianco · c4 pedone del bianco · e4 pedone del bianco · f2 alfiere del bianco · d1 re del bianco | 5 |
| 4 | a8 donna del nero · b8 alfiere del nero · c8 alfiere del bianco · d8 torre del nero · e8 cavallo del nero · a7 re del nero · c7 torre del nero · d7 torre del bianco · a6 pedone del bianco · b6 cavallo del bianco · c6 alfiere del nero · a5 torre del bianco · d5 donna del bianco · a4 pedone del bianco · c4 pedone del bianco · e4 pedone del bianco · f2 alfiere del bianco · d1 re del bianco | a8 donna del nero · b8 alfiere del nero · c8 alfiere del bianco · d8 torre del nero · e8 cavallo del nero · a7 re del nero · c7 torre del nero · d7 torre del bianco · a6 pedone del bianco · b6 cavallo del bianco · c6 alfiere del nero · a5 torre del bianco · d5 donna del bianco · a4 pedone del bianco · c4 pedone del bianco · e4 pedone del bianco · f2 alfiere del bianco · d1 re del bianco | a8 donna del nero · b8 alfiere del nero · c8 alfiere del bianco · d8 torre del nero · e8 cavallo del nero · a7 re del nero · c7 torre del nero · d7 torre del bianco · a6 pedone del bianco · b6 cavallo del bianco · c6 alfiere del nero · a5 torre del bianco · d5 donna del bianco · a4 pedone del bianco · c4 pedone del bianco · e4 pedone del bianco · f2 alfiere del bianco · d1 re del bianco | a8 donna del nero · b8 alfiere del nero · c8 alfiere del bianco · d8 torre del nero · e8 cavallo del nero · a7 re del nero · c7 torre del nero · d7 torre del bianco · a6 pedone del bianco · b6 cavallo del bianco · c6 alfiere del nero · a5 torre del bianco · d5 donna del bianco · a4 pedone del bianco · c4 pedone del bianco · e4 pedone del bianco · f2 alfiere del bianco · d1 re del bianco | a8 donna del nero · b8 alfiere del nero · c8 alfiere del bianco · d8 torre del nero · e8 cavallo del nero · a7 re del nero · c7 torre del nero · d7 torre del bianco · a6 pedone del bianco · b6 cavallo del bianco · c6 alfiere del nero · a5 torre del bianco · d5 donna del bianco · a4 pedone del bianco · c4 pedone del bianco · e4 pedone del bianco · f2 alfiere del bianco · d1 re del bianco | a8 donna del nero · b8 alfiere del nero · c8 alfiere del bianco · d8 torre del nero · e8 cavallo del nero · a7 re del nero · c7 torre del nero · d7 torre del bianco · a6 pedone del bianco · b6 cavallo del bianco · c6 alfiere del nero · a5 torre del bianco · d5 donna del bianco · a4 pedone del bianco · c4 pedone del bianco · e4 pedone del bianco · f2 alfiere del bianco · d1 re del bianco | a8 donna del nero · b8 alfiere del nero · c8 alfiere del bianco · d8 torre del nero · e8 cavallo del nero · a7 re del nero · c7 torre del nero · d7 torre del bianco · a6 pedone del bianco · b6 cavallo del bianco · c6 alfiere del nero · a5 torre del bianco · d5 donna del bianco · a4 pedone del bianco · c4 pedone del bianco · e4 pedone del bianco · f2 alfiere del bianco · d1 re del bianco | a8 donna del nero · b8 alfiere del nero · c8 alfiere del bianco · d8 torre del nero · e8 cavallo del nero · a7 re del nero · c7 torre del nero · d7 torre del bianco · a6 pedone del bianco · b6 cavallo del bianco · c6 alfiere del nero · a5 torre del bianco · d5 donna del bianco · a4 pedone del bianco · c4 pedone del bianco · e4 pedone del bianco · f2 alfiere del bianco · d1 re del bianco | 4 |
| 3 | a8 donna del nero · b8 alfiere del nero · c8 alfiere del bianco · d8 torre del nero · e8 cavallo del nero · a7 re del nero · c7 torre del nero · d7 torre del bianco · a6 pedone del bianco · b6 cavallo del bianco · c6 alfiere del nero · a5 torre del bianco · d5 donna del bianco · a4 pedone del bianco · c4 pedone del bianco · e4 pedone del bianco · f2 alfiere del bianco · d1 re del bianco | a8 donna del nero · b8 alfiere del nero · c8 alfiere del bianco · d8 torre del nero · e8 cavallo del nero · a7 re del nero · c7 torre del nero · d7 torre del bianco · a6 pedone del bianco · b6 cavallo del bianco · c6 alfiere del nero · a5 torre del bianco · d5 donna del bianco · a4 pedone del bianco · c4 pedone del bianco · e4 pedone del bianco · f2 alfiere del bianco · d1 re del bianco | a8 donna del nero · b8 alfiere del nero · c8 alfiere del bianco · d8 torre del nero · e8 cavallo del nero · a7 re del nero · c7 torre del nero · d7 torre del bianco · a6 pedone del bianco · b6 cavallo del bianco · c6 alfiere del nero · a5 torre del bianco · d5 donna del bianco · a4 pedone del bianco · c4 pedone del bianco · e4 pedone del bianco · f2 alfiere del bianco · d1 re del bianco | a8 donna del nero · b8 alfiere del nero · c8 alfiere del bianco · d8 torre del nero · e8 cavallo del nero · a7 re del nero · c7 torre del nero · d7 torre del bianco · a6 pedone del bianco · b6 cavallo del bianco · c6 alfiere del nero · a5 torre del bianco · d5 donna del bianco · a4 pedone del bianco · c4 pedone del bianco · e4 pedone del bianco · f2 alfiere del bianco · d1 re del bianco | a8 donna del nero · b8 alfiere del nero · c8 alfiere del bianco · d8 torre del nero · e8 cavallo del nero · a7 re del nero · c7 torre del nero · d7 torre del bianco · a6 pedone del bianco · b6 cavallo del bianco · c6 alfiere del nero · a5 torre del bianco · d5 donna del bianco · a4 pedone del bianco · c4 pedone del bianco · e4 pedone del bianco · f2 alfiere del bianco · d1 re del bianco | a8 donna del nero · b8 alfiere del nero · c8 alfiere del bianco · d8 torre del nero · e8 cavallo del nero · a7 re del nero · c7 torre del nero · d7 torre del bianco · a6 pedone del bianco · b6 cavallo del bianco · c6 alfiere del nero · a5 torre del bianco · d5 donna del bianco · a4 pedone del bianco · c4 pedone del bianco · e4 pedone del bianco · f2 alfiere del bianco · d1 re del bianco | a8 donna del nero · b8 alfiere del nero · c8 alfiere del bianco · d8 torre del nero · e8 cavallo del nero · a7 re del nero · c7 torre del nero · d7 torre del bianco · a6 pedone del bianco · b6 cavallo del bianco · c6 alfiere del nero · a5 torre del bianco · d5 donna del bianco · a4 pedone del bianco · c4 pedone del bianco · e4 pedone del bianco · f2 alfiere del bianco · d1 re del bianco | a8 donna del nero · b8 alfiere del nero · c8 alfiere del bianco · d8 torre del nero · e8 cavallo del nero · a7 re del nero · c7 torre del nero · d7 torre del bianco · a6 pedone del bianco · b6 cavallo del bianco · c6 alfiere del nero · a5 torre del bianco · d5 donna del bianco · a4 pedone del bianco · c4 pedone del bianco · e4 pedone del bianco · f2 alfiere del bianco · d1 re del bianco | 3 |
| 2 | a8 donna del nero · b8 alfiere del nero · c8 alfiere del bianco · d8 torre del nero · e8 cavallo del nero · a7 re del nero · c7 torre del nero · d7 torre del bianco · a6 pedone del bianco · b6 cavallo del bianco · c6 alfiere del nero · a5 torre del bianco · d5 donna del bianco · a4 pedone del bianco · c4 pedone del bianco · e4 pedone del bianco · f2 alfiere del bianco · d1 re del bianco | a8 donna del nero · b8 alfiere del nero · c8 alfiere del bianco · d8 torre del nero · e8 cavallo del nero · a7 re del nero · c7 torre del nero · d7 torre del bianco · a6 pedone del bianco · b6 cavallo del bianco · c6 alfiere del nero · a5 torre del bianco · d5 donna del bianco · a4 pedone del bianco · c4 pedone del bianco · e4 pedone del bianco · f2 alfiere del bianco · d1 re del bianco | a8 donna del nero · b8 alfiere del nero · c8 alfiere del bianco · d8 torre del nero · e8 cavallo del nero · a7 re del nero · c7 torre del nero · d7 torre del bianco · a6 pedone del bianco · b6 cavallo del bianco · c6 alfiere del nero · a5 torre del bianco · d5 donna del bianco · a4 pedone del bianco · c4 pedone del bianco · e4 pedone del bianco · f2 alfiere del bianco · d1 re del bianco | a8 donna del nero · b8 alfiere del nero · c8 alfiere del bianco · d8 torre del nero · e8 cavallo del nero · a7 re del nero · c7 torre del nero · d7 torre del bianco · a6 pedone del bianco · b6 cavallo del bianco · c6 alfiere del nero · a5 torre del bianco · d5 donna del bianco · a4 pedone del bianco · c4 pedone del bianco · e4 pedone del bianco · f2 alfiere del bianco · d1 re del bianco | a8 donna del nero · b8 alfiere del nero · c8 alfiere del bianco · d8 torre del nero · e8 cavallo del nero · a7 re del nero · c7 torre del nero · d7 torre del bianco · a6 pedone del bianco · b6 cavallo del bianco · c6 alfiere del nero · a5 torre del bianco · d5 donna del bianco · a4 pedone del bianco · c4 pedone del bianco · e4 pedone del bianco · f2 alfiere del bianco · d1 re del bianco | a8 donna del nero · b8 alfiere del nero · c8 alfiere del bianco · d8 torre del nero · e8 cavallo del nero · a7 re del nero · c7 torre del nero · d7 torre del bianco · a6 pedone del bianco · b6 cavallo del bianco · c6 alfiere del nero · a5 torre del bianco · d5 donna del bianco · a4 pedone del bianco · c4 pedone del bianco · e4 pedone del bianco · f2 alfiere del bianco · d1 re del bianco | a8 donna del nero · b8 alfiere del nero · c8 alfiere del bianco · d8 torre del nero · e8 cavallo del nero · a7 re del nero · c7 torre del nero · d7 torre del bianco · a6 pedone del bianco · b6 cavallo del bianco · c6 alfiere del nero · a5 torre del bianco · d5 donna del bianco · a4 pedone del bianco · c4 pedone del bianco · e4 pedone del bianco · f2 alfiere del bianco · d1 re del bianco | a8 donna del nero · b8 alfiere del nero · c8 alfiere del bianco · d8 torre del nero · e8 cavallo del nero · a7 re del nero · c7 torre del nero · d7 torre del bianco · a6 pedone del bianco · b6 cavallo del bianco · c6 alfiere del nero · a5 torre del bianco · d5 donna del bianco · a4 pedone del bianco · c4 pedone del bianco · e4 pedone del bianco · f2 alfiere del bianco · d1 re del bianco | 2 |
| 1 | a8 donna del nero · b8 alfiere del nero · c8 alfiere del bianco · d8 torre del nero · e8 cavallo del nero · a7 re del nero · c7 torre del nero · d7 torre del bianco · a6 pedone del bianco · b6 cavallo del bianco · c6 alfiere del nero · a5 torre del bianco · d5 donna del bianco · a4 pedone del bianco · c4 pedone del bianco · e4 pedone del bianco · f2 alfiere del bianco · d1 re del bianco | a8 donna del nero · b8 alfiere del nero · c8 alfiere del bianco · d8 torre del nero · e8 cavallo del nero · a7 re del nero · c7 torre del nero · d7 torre del bianco · a6 pedone del bianco · b6 cavallo del bianco · c6 alfiere del nero · a5 torre del bianco · d5 donna del bianco · a4 pedone del bianco · c4 pedone del bianco · e4 pedone del bianco · f2 alfiere del bianco · d1 re del bianco | a8 donna del nero · b8 alfiere del nero · c8 alfiere del bianco · d8 torre del nero · e8 cavallo del nero · a7 re del nero · c7 torre del nero · d7 torre del bianco · a6 pedone del bianco · b6 cavallo del bianco · c6 alfiere del nero · a5 torre del bianco · d5 donna del bianco · a4 pedone del bianco · c4 pedone del bianco · e4 pedone del bianco · f2 alfiere del bianco · d1 re del bianco | a8 donna del nero · b8 alfiere del nero · c8 alfiere del bianco · d8 torre del nero · e8 cavallo del nero · a7 re del nero · c7 torre del nero · d7 torre del bianco · a6 pedone del bianco · b6 cavallo del bianco · c6 alfiere del nero · a5 torre del bianco · d5 donna del bianco · a4 pedone del bianco · c4 pedone del bianco · e4 pedone del bianco · f2 alfiere del bianco · d1 re del bianco | a8 donna del nero · b8 alfiere del nero · c8 alfiere del bianco · d8 torre del nero · e8 cavallo del nero · a7 re del nero · c7 torre del nero · d7 torre del bianco · a6 pedone del bianco · b6 cavallo del bianco · c6 alfiere del nero · a5 torre del bianco · d5 donna del bianco · a4 pedone del bianco · c4 pedone del bianco · e4 pedone del bianco · f2 alfiere del bianco · d1 re del bianco | a8 donna del nero · b8 alfiere del nero · c8 alfiere del bianco · d8 torre del nero · e8 cavallo del nero · a7 re del nero · c7 torre del nero · d7 torre del bianco · a6 pedone del bianco · b6 cavallo del bianco · c6 alfiere del nero · a5 torre del bianco · d5 donna del bianco · a4 pedone del bianco · c4 pedone del bianco · e4 pedone del bianco · f2 alfiere del bianco · d1 re del bianco | a8 donna del nero · b8 alfiere del nero · c8 alfiere del bianco · d8 torre del nero · e8 cavallo del nero · a7 re del nero · c7 torre del nero · d7 torre del bianco · a6 pedone del bianco · b6 cavallo del bianco · c6 alfiere del nero · a5 torre del bianco · d5 donna del bianco · a4 pedone del bianco · c4 pedone del bianco · e4 pedone del bianco · f2 alfiere del bianco · d1 re del bianco | a8 donna del nero · b8 alfiere del nero · c8 alfiere del bianco · d8 torre del nero · e8 cavallo del nero · a7 re del nero · c7 torre del nero · d7 torre del bianco · a6 pedone del bianco · b6 cavallo del bianco · c6 alfiere del nero · a5 torre del bianco · d5 donna del bianco · a4 pedone del bianco · c4 pedone del bianco · e4 pedone del bianco · f2 alfiere del bianco · d1 re del bianco | 1 |
|   | a | b | c | d | e | f | g | h |   |

Soluzione:
Tentativi. 1. Tg7/h7?!  ... Tf7!

1. Dd2/d3/d4  ...?!   1... Axd7!
Chiave:  1. Te7 !  (2. Cd7#)
1. ... Txd5+/Axd5  2. Cxd5#

1. ... Ad7  2. Dxa8#

|   | a | b | c | d | e | f | g | h |   |
| 8 | g8 alfiere del nero · e6 pedone del bianco · f6 alfiere del bianco · a5 re del bianco · c5 pedone del bianco · d5 torre del bianco · f5 pedone del bianco · g5 pedone del nero · h5 cavallo del bianco · e4 re del nero · a3 pedone del nero · b3 pedone del bianco · a2 pedone del nero · e2 alfiere del bianco · a1 torre del nero · b1 cavallo del nero · d1 cavallo del bianco · h1 cavallo del nero | g8 alfiere del nero · e6 pedone del bianco · f6 alfiere del bianco · a5 re del bianco · c5 pedone del bianco · d5 torre del bianco · f5 pedone del bianco · g5 pedone del nero · h5 cavallo del bianco · e4 re del nero · a3 pedone del nero · b3 pedone del bianco · a2 pedone del nero · e2 alfiere del bianco · a1 torre del nero · b1 cavallo del nero · d1 cavallo del bianco · h1 cavallo del nero | g8 alfiere del nero · e6 pedone del bianco · f6 alfiere del bianco · a5 re del bianco · c5 pedone del bianco · d5 torre del bianco · f5 pedone del bianco · g5 pedone del nero · h5 cavallo del bianco · e4 re del nero · a3 pedone del nero · b3 pedone del bianco · a2 pedone del nero · e2 alfiere del bianco · a1 torre del nero · b1 cavallo del nero · d1 cavallo del bianco · h1 cavallo del nero | g8 alfiere del nero · e6 pedone del bianco · f6 alfiere del bianco · a5 re del bianco · c5 pedone del bianco · d5 torre del bianco · f5 pedone del bianco · g5 pedone del nero · h5 cavallo del bianco · e4 re del nero · a3 pedone del nero · b3 pedone del bianco · a2 pedone del nero · e2 alfiere del bianco · a1 torre del nero · b1 cavallo del nero · d1 cavallo del bianco · h1 cavallo del nero | g8 alfiere del nero · e6 pedone del bianco · f6 alfiere del bianco · a5 re del bianco · c5 pedone del bianco · d5 torre del bianco · f5 pedone del bianco · g5 pedone del nero · h5 cavallo del bianco · e4 re del nero · a3 pedone del nero · b3 pedone del bianco · a2 pedone del nero · e2 alfiere del bianco · a1 torre del nero · b1 cavallo del nero · d1 cavallo del bianco · h1 cavallo del nero | g8 alfiere del nero · e6 pedone del bianco · f6 alfiere del bianco · a5 re del bianco · c5 pedone del bianco · d5 torre del bianco · f5 pedone del bianco · g5 pedone del nero · h5 cavallo del bianco · e4 re del nero · a3 pedone del nero · b3 pedone del bianco · a2 pedone del nero · e2 alfiere del bianco · a1 torre del nero · b1 cavallo del nero · d1 cavallo del bianco · h1 cavallo del nero | g8 alfiere del nero · e6 pedone del bianco · f6 alfiere del bianco · a5 re del bianco · c5 pedone del bianco · d5 torre del bianco · f5 pedone del bianco · g5 pedone del nero · h5 cavallo del bianco · e4 re del nero · a3 pedone del nero · b3 pedone del bianco · a2 pedone del nero · e2 alfiere del bianco · a1 torre del nero · b1 cavallo del nero · d1 cavallo del bianco · h1 cavallo del nero | g8 alfiere del nero · e6 pedone del bianco · f6 alfiere del bianco · a5 re del bianco · c5 pedone del bianco · d5 torre del bianco · f5 pedone del bianco · g5 pedone del nero · h5 cavallo del bianco · e4 re del nero · a3 pedone del nero · b3 pedone del bianco · a2 pedone del nero · e2 alfiere del bianco · a1 torre del nero · b1 cavallo del nero · d1 cavallo del bianco · h1 cavallo del nero | 8 |
| 7 | g8 alfiere del nero · e6 pedone del bianco · f6 alfiere del bianco · a5 re del bianco · c5 pedone del bianco · d5 torre del bianco · f5 pedone del bianco · g5 pedone del nero · h5 cavallo del bianco · e4 re del nero · a3 pedone del nero · b3 pedone del bianco · a2 pedone del nero · e2 alfiere del bianco · a1 torre del nero · b1 cavallo del nero · d1 cavallo del bianco · h1 cavallo del nero | g8 alfiere del nero · e6 pedone del bianco · f6 alfiere del bianco · a5 re del bianco · c5 pedone del bianco · d5 torre del bianco · f5 pedone del bianco · g5 pedone del nero · h5 cavallo del bianco · e4 re del nero · a3 pedone del nero · b3 pedone del bianco · a2 pedone del nero · e2 alfiere del bianco · a1 torre del nero · b1 cavallo del nero · d1 cavallo del bianco · h1 cavallo del nero | g8 alfiere del nero · e6 pedone del bianco · f6 alfiere del bianco · a5 re del bianco · c5 pedone del bianco · d5 torre del bianco · f5 pedone del bianco · g5 pedone del nero · h5 cavallo del bianco · e4 re del nero · a3 pedone del nero · b3 pedone del bianco · a2 pedone del nero · e2 alfiere del bianco · a1 torre del nero · b1 cavallo del nero · d1 cavallo del bianco · h1 cavallo del nero | g8 alfiere del nero · e6 pedone del bianco · f6 alfiere del bianco · a5 re del bianco · c5 pedone del bianco · d5 torre del bianco · f5 pedone del bianco · g5 pedone del nero · h5 cavallo del bianco · e4 re del nero · a3 pedone del nero · b3 pedone del bianco · a2 pedone del nero · e2 alfiere del bianco · a1 torre del nero · b1 cavallo del nero · d1 cavallo del bianco · h1 cavallo del nero | g8 alfiere del nero · e6 pedone del bianco · f6 alfiere del bianco · a5 re del bianco · c5 pedone del bianco · d5 torre del bianco · f5 pedone del bianco · g5 pedone del nero · h5 cavallo del bianco · e4 re del nero · a3 pedone del nero · b3 pedone del bianco · a2 pedone del nero · e2 alfiere del bianco · a1 torre del nero · b1 cavallo del nero · d1 cavallo del bianco · h1 cavallo del nero | g8 alfiere del nero · e6 pedone del bianco · f6 alfiere del bianco · a5 re del bianco · c5 pedone del bianco · d5 torre del bianco · f5 pedone del bianco · g5 pedone del nero · h5 cavallo del bianco · e4 re del nero · a3 pedone del nero · b3 pedone del bianco · a2 pedone del nero · e2 alfiere del bianco · a1 torre del nero · b1 cavallo del nero · d1 cavallo del bianco · h1 cavallo del nero | g8 alfiere del nero · e6 pedone del bianco · f6 alfiere del bianco · a5 re del bianco · c5 pedone del bianco · d5 torre del bianco · f5 pedone del bianco · g5 pedone del nero · h5 cavallo del bianco · e4 re del nero · a3 pedone del nero · b3 pedone del bianco · a2 pedone del nero · e2 alfiere del bianco · a1 torre del nero · b1 cavallo del nero · d1 cavallo del bianco · h1 cavallo del nero | g8 alfiere del nero · e6 pedone del bianco · f6 alfiere del bianco · a5 re del bianco · c5 pedone del bianco · d5 torre del bianco · f5 pedone del bianco · g5 pedone del nero · h5 cavallo del bianco · e4 re del nero · a3 pedone del nero · b3 pedone del bianco · a2 pedone del nero · e2 alfiere del bianco · a1 torre del nero · b1 cavallo del nero · d1 cavallo del bianco · h1 cavallo del nero | 7 |
| 6 | g8 alfiere del nero · e6 pedone del bianco · f6 alfiere del bianco · a5 re del bianco · c5 pedone del bianco · d5 torre del bianco · f5 pedone del bianco · g5 pedone del nero · h5 cavallo del bianco · e4 re del nero · a3 pedone del nero · b3 pedone del bianco · a2 pedone del nero · e2 alfiere del bianco · a1 torre del nero · b1 cavallo del nero · d1 cavallo del bianco · h1 cavallo del nero | g8 alfiere del nero · e6 pedone del bianco · f6 alfiere del bianco · a5 re del bianco · c5 pedone del bianco · d5 torre del bianco · f5 pedone del bianco · g5 pedone del nero · h5 cavallo del bianco · e4 re del nero · a3 pedone del nero · b3 pedone del bianco · a2 pedone del nero · e2 alfiere del bianco · a1 torre del nero · b1 cavallo del nero · d1 cavallo del bianco · h1 cavallo del nero | g8 alfiere del nero · e6 pedone del bianco · f6 alfiere del bianco · a5 re del bianco · c5 pedone del bianco · d5 torre del bianco · f5 pedone del bianco · g5 pedone del nero · h5 cavallo del bianco · e4 re del nero · a3 pedone del nero · b3 pedone del bianco · a2 pedone del nero · e2 alfiere del bianco · a1 torre del nero · b1 cavallo del nero · d1 cavallo del bianco · h1 cavallo del nero | g8 alfiere del nero · e6 pedone del bianco · f6 alfiere del bianco · a5 re del bianco · c5 pedone del bianco · d5 torre del bianco · f5 pedone del bianco · g5 pedone del nero · h5 cavallo del bianco · e4 re del nero · a3 pedone del nero · b3 pedone del bianco · a2 pedone del nero · e2 alfiere del bianco · a1 torre del nero · b1 cavallo del nero · d1 cavallo del bianco · h1 cavallo del nero | g8 alfiere del nero · e6 pedone del bianco · f6 alfiere del bianco · a5 re del bianco · c5 pedone del bianco · d5 torre del bianco · f5 pedone del bianco · g5 pedone del nero · h5 cavallo del bianco · e4 re del nero · a3 pedone del nero · b3 pedone del bianco · a2 pedone del nero · e2 alfiere del bianco · a1 torre del nero · b1 cavallo del nero · d1 cavallo del bianco · h1 cavallo del nero | g8 alfiere del nero · e6 pedone del bianco · f6 alfiere del bianco · a5 re del bianco · c5 pedone del bianco · d5 torre del bianco · f5 pedone del bianco · g5 pedone del nero · h5 cavallo del bianco · e4 re del nero · a3 pedone del nero · b3 pedone del bianco · a2 pedone del nero · e2 alfiere del bianco · a1 torre del nero · b1 cavallo del nero · d1 cavallo del bianco · h1 cavallo del nero | g8 alfiere del nero · e6 pedone del bianco · f6 alfiere del bianco · a5 re del bianco · c5 pedone del bianco · d5 torre del bianco · f5 pedone del bianco · g5 pedone del nero · h5 cavallo del bianco · e4 re del nero · a3 pedone del nero · b3 pedone del bianco · a2 pedone del nero · e2 alfiere del bianco · a1 torre del nero · b1 cavallo del nero · d1 cavallo del bianco · h1 cavallo del nero | g8 alfiere del nero · e6 pedone del bianco · f6 alfiere del bianco · a5 re del bianco · c5 pedone del bianco · d5 torre del bianco · f5 pedone del bianco · g5 pedone del nero · h5 cavallo del bianco · e4 re del nero · a3 pedone del nero · b3 pedone del bianco · a2 pedone del nero · e2 alfiere del bianco · a1 torre del nero · b1 cavallo del nero · d1 cavallo del bianco · h1 cavallo del nero | 6 |
| 5 | g8 alfiere del nero · e6 pedone del bianco · f6 alfiere del bianco · a5 re del bianco · c5 pedone del bianco · d5 torre del bianco · f5 pedone del bianco · g5 pedone del nero · h5 cavallo del bianco · e4 re del nero · a3 pedone del nero · b3 pedone del bianco · a2 pedone del nero · e2 alfiere del bianco · a1 torre del nero · b1 cavallo del nero · d1 cavallo del bianco · h1 cavallo del nero | g8 alfiere del nero · e6 pedone del bianco · f6 alfiere del bianco · a5 re del bianco · c5 pedone del bianco · d5 torre del bianco · f5 pedone del bianco · g5 pedone del nero · h5 cavallo del bianco · e4 re del nero · a3 pedone del nero · b3 pedone del bianco · a2 pedone del nero · e2 alfiere del bianco · a1 torre del nero · b1 cavallo del nero · d1 cavallo del bianco · h1 cavallo del nero | g8 alfiere del nero · e6 pedone del bianco · f6 alfiere del bianco · a5 re del bianco · c5 pedone del bianco · d5 torre del bianco · f5 pedone del bianco · g5 pedone del nero · h5 cavallo del bianco · e4 re del nero · a3 pedone del nero · b3 pedone del bianco · a2 pedone del nero · e2 alfiere del bianco · a1 torre del nero · b1 cavallo del nero · d1 cavallo del bianco · h1 cavallo del nero | g8 alfiere del nero · e6 pedone del bianco · f6 alfiere del bianco · a5 re del bianco · c5 pedone del bianco · d5 torre del bianco · f5 pedone del bianco · g5 pedone del nero · h5 cavallo del bianco · e4 re del nero · a3 pedone del nero · b3 pedone del bianco · a2 pedone del nero · e2 alfiere del bianco · a1 torre del nero · b1 cavallo del nero · d1 cavallo del bianco · h1 cavallo del nero | g8 alfiere del nero · e6 pedone del bianco · f6 alfiere del bianco · a5 re del bianco · c5 pedone del bianco · d5 torre del bianco · f5 pedone del bianco · g5 pedone del nero · h5 cavallo del bianco · e4 re del nero · a3 pedone del nero · b3 pedone del bianco · a2 pedone del nero · e2 alfiere del bianco · a1 torre del nero · b1 cavallo del nero · d1 cavallo del bianco · h1 cavallo del nero | g8 alfiere del nero · e6 pedone del bianco · f6 alfiere del bianco · a5 re del bianco · c5 pedone del bianco · d5 torre del bianco · f5 pedone del bianco · g5 pedone del nero · h5 cavallo del bianco · e4 re del nero · a3 pedone del nero · b3 pedone del bianco · a2 pedone del nero · e2 alfiere del bianco · a1 torre del nero · b1 cavallo del nero · d1 cavallo del bianco · h1 cavallo del nero | g8 alfiere del nero · e6 pedone del bianco · f6 alfiere del bianco · a5 re del bianco · c5 pedone del bianco · d5 torre del bianco · f5 pedone del bianco · g5 pedone del nero · h5 cavallo del bianco · e4 re del nero · a3 pedone del nero · b3 pedone del bianco · a2 pedone del nero · e2 alfiere del bianco · a1 torre del nero · b1 cavallo del nero · d1 cavallo del bianco · h1 cavallo del nero | g8 alfiere del nero · e6 pedone del bianco · f6 alfiere del bianco · a5 re del bianco · c5 pedone del bianco · d5 torre del bianco · f5 pedone del bianco · g5 pedone del nero · h5 cavallo del bianco · e4 re del nero · a3 pedone del nero · b3 pedone del bianco · a2 pedone del nero · e2 alfiere del bianco · a1 torre del nero · b1 cavallo del nero · d1 cavallo del bianco · h1 cavallo del nero | 5 |
| 4 | g8 alfiere del nero · e6 pedone del bianco · f6 alfiere del bianco · a5 re del bianco · c5 pedone del bianco · d5 torre del bianco · f5 pedone del bianco · g5 pedone del nero · h5 cavallo del bianco · e4 re del nero · a3 pedone del nero · b3 pedone del bianco · a2 pedone del nero · e2 alfiere del bianco · a1 torre del nero · b1 cavallo del nero · d1 cavallo del bianco · h1 cavallo del nero | g8 alfiere del nero · e6 pedone del bianco · f6 alfiere del bianco · a5 re del bianco · c5 pedone del bianco · d5 torre del bianco · f5 pedone del bianco · g5 pedone del nero · h5 cavallo del bianco · e4 re del nero · a3 pedone del nero · b3 pedone del bianco · a2 pedone del nero · e2 alfiere del bianco · a1 torre del nero · b1 cavallo del nero · d1 cavallo del bianco · h1 cavallo del nero | g8 alfiere del nero · e6 pedone del bianco · f6 alfiere del bianco · a5 re del bianco · c5 pedone del bianco · d5 torre del bianco · f5 pedone del bianco · g5 pedone del nero · h5 cavallo del bianco · e4 re del nero · a3 pedone del nero · b3 pedone del bianco · a2 pedone del nero · e2 alfiere del bianco · a1 torre del nero · b1 cavallo del nero · d1 cavallo del bianco · h1 cavallo del nero | g8 alfiere del nero · e6 pedone del bianco · f6 alfiere del bianco · a5 re del bianco · c5 pedone del bianco · d5 torre del bianco · f5 pedone del bianco · g5 pedone del nero · h5 cavallo del bianco · e4 re del nero · a3 pedone del nero · b3 pedone del bianco · a2 pedone del nero · e2 alfiere del bianco · a1 torre del nero · b1 cavallo del nero · d1 cavallo del bianco · h1 cavallo del nero | g8 alfiere del nero · e6 pedone del bianco · f6 alfiere del bianco · a5 re del bianco · c5 pedone del bianco · d5 torre del bianco · f5 pedone del bianco · g5 pedone del nero · h5 cavallo del bianco · e4 re del nero · a3 pedone del nero · b3 pedone del bianco · a2 pedone del nero · e2 alfiere del bianco · a1 torre del nero · b1 cavallo del nero · d1 cavallo del bianco · h1 cavallo del nero | g8 alfiere del nero · e6 pedone del bianco · f6 alfiere del bianco · a5 re del bianco · c5 pedone del bianco · d5 torre del bianco · f5 pedone del bianco · g5 pedone del nero · h5 cavallo del bianco · e4 re del nero · a3 pedone del nero · b3 pedone del bianco · a2 pedone del nero · e2 alfiere del bianco · a1 torre del nero · b1 cavallo del nero · d1 cavallo del bianco · h1 cavallo del nero | g8 alfiere del nero · e6 pedone del bianco · f6 alfiere del bianco · a5 re del bianco · c5 pedone del bianco · d5 torre del bianco · f5 pedone del bianco · g5 pedone del nero · h5 cavallo del bianco · e4 re del nero · a3 pedone del nero · b3 pedone del bianco · a2 pedone del nero · e2 alfiere del bianco · a1 torre del nero · b1 cavallo del nero · d1 cavallo del bianco · h1 cavallo del nero | g8 alfiere del nero · e6 pedone del bianco · f6 alfiere del bianco · a5 re del bianco · c5 pedone del bianco · d5 torre del bianco · f5 pedone del bianco · g5 pedone del nero · h5 cavallo del bianco · e4 re del nero · a3 pedone del nero · b3 pedone del bianco · a2 pedone del nero · e2 alfiere del bianco · a1 torre del nero · b1 cavallo del nero · d1 cavallo del bianco · h1 cavallo del nero | 4 |
| 3 | g8 alfiere del nero · e6 pedone del bianco · f6 alfiere del bianco · a5 re del bianco · c5 pedone del bianco · d5 torre del bianco · f5 pedone del bianco · g5 pedone del nero · h5 cavallo del bianco · e4 re del nero · a3 pedone del nero · b3 pedone del bianco · a2 pedone del nero · e2 alfiere del bianco · a1 torre del nero · b1 cavallo del nero · d1 cavallo del bianco · h1 cavallo del nero | g8 alfiere del nero · e6 pedone del bianco · f6 alfiere del bianco · a5 re del bianco · c5 pedone del bianco · d5 torre del bianco · f5 pedone del bianco · g5 pedone del nero · h5 cavallo del bianco · e4 re del nero · a3 pedone del nero · b3 pedone del bianco · a2 pedone del nero · e2 alfiere del bianco · a1 torre del nero · b1 cavallo del nero · d1 cavallo del bianco · h1 cavallo del nero | g8 alfiere del nero · e6 pedone del bianco · f6 alfiere del bianco · a5 re del bianco · c5 pedone del bianco · d5 torre del bianco · f5 pedone del bianco · g5 pedone del nero · h5 cavallo del bianco · e4 re del nero · a3 pedone del nero · b3 pedone del bianco · a2 pedone del nero · e2 alfiere del bianco · a1 torre del nero · b1 cavallo del nero · d1 cavallo del bianco · h1 cavallo del nero | g8 alfiere del nero · e6 pedone del bianco · f6 alfiere del bianco · a5 re del bianco · c5 pedone del bianco · d5 torre del bianco · f5 pedone del bianco · g5 pedone del nero · h5 cavallo del bianco · e4 re del nero · a3 pedone del nero · b3 pedone del bianco · a2 pedone del nero · e2 alfiere del bianco · a1 torre del nero · b1 cavallo del nero · d1 cavallo del bianco · h1 cavallo del nero | g8 alfiere del nero · e6 pedone del bianco · f6 alfiere del bianco · a5 re del bianco · c5 pedone del bianco · d5 torre del bianco · f5 pedone del bianco · g5 pedone del nero · h5 cavallo del bianco · e4 re del nero · a3 pedone del nero · b3 pedone del bianco · a2 pedone del nero · e2 alfiere del bianco · a1 torre del nero · b1 cavallo del nero · d1 cavallo del bianco · h1 cavallo del nero | g8 alfiere del nero · e6 pedone del bianco · f6 alfiere del bianco · a5 re del bianco · c5 pedone del bianco · d5 torre del bianco · f5 pedone del bianco · g5 pedone del nero · h5 cavallo del bianco · e4 re del nero · a3 pedone del nero · b3 pedone del bianco · a2 pedone del nero · e2 alfiere del bianco · a1 torre del nero · b1 cavallo del nero · d1 cavallo del bianco · h1 cavallo del nero | g8 alfiere del nero · e6 pedone del bianco · f6 alfiere del bianco · a5 re del bianco · c5 pedone del bianco · d5 torre del bianco · f5 pedone del bianco · g5 pedone del nero · h5 cavallo del bianco · e4 re del nero · a3 pedone del nero · b3 pedone del bianco · a2 pedone del nero · e2 alfiere del bianco · a1 torre del nero · b1 cavallo del nero · d1 cavallo del bianco · h1 cavallo del nero | g8 alfiere del nero · e6 pedone del bianco · f6 alfiere del bianco · a5 re del bianco · c5 pedone del bianco · d5 torre del bianco · f5 pedone del bianco · g5 pedone del nero · h5 cavallo del bianco · e4 re del nero · a3 pedone del nero · b3 pedone del bianco · a2 pedone del nero · e2 alfiere del bianco · a1 torre del nero · b1 cavallo del nero · d1 cavallo del bianco · h1 cavallo del nero | 3 |
| 2 | g8 alfiere del nero · e6 pedone del bianco · f6 alfiere del bianco · a5 re del bianco · c5 pedone del bianco · d5 torre del bianco · f5 pedone del bianco · g5 pedone del nero · h5 cavallo del bianco · e4 re del nero · a3 pedone del nero · b3 pedone del bianco · a2 pedone del nero · e2 alfiere del bianco · a1 torre del nero · b1 cavallo del nero · d1 cavallo del bianco · h1 cavallo del nero | g8 alfiere del nero · e6 pedone del bianco · f6 alfiere del bianco · a5 re del bianco · c5 pedone del bianco · d5 torre del bianco · f5 pedone del bianco · g5 pedone del nero · h5 cavallo del bianco · e4 re del nero · a3 pedone del nero · b3 pedone del bianco · a2 pedone del nero · e2 alfiere del bianco · a1 torre del nero · b1 cavallo del nero · d1 cavallo del bianco · h1 cavallo del nero | g8 alfiere del nero · e6 pedone del bianco · f6 alfiere del bianco · a5 re del bianco · c5 pedone del bianco · d5 torre del bianco · f5 pedone del bianco · g5 pedone del nero · h5 cavallo del bianco · e4 re del nero · a3 pedone del nero · b3 pedone del bianco · a2 pedone del nero · e2 alfiere del bianco · a1 torre del nero · b1 cavallo del nero · d1 cavallo del bianco · h1 cavallo del nero | g8 alfiere del nero · e6 pedone del bianco · f6 alfiere del bianco · a5 re del bianco · c5 pedone del bianco · d5 torre del bianco · f5 pedone del bianco · g5 pedone del nero · h5 cavallo del bianco · e4 re del nero · a3 pedone del nero · b3 pedone del bianco · a2 pedone del nero · e2 alfiere del bianco · a1 torre del nero · b1 cavallo del nero · d1 cavallo del bianco · h1 cavallo del nero | g8 alfiere del nero · e6 pedone del bianco · f6 alfiere del bianco · a5 re del bianco · c5 pedone del bianco · d5 torre del bianco · f5 pedone del bianco · g5 pedone del nero · h5 cavallo del bianco · e4 re del nero · a3 pedone del nero · b3 pedone del bianco · a2 pedone del nero · e2 alfiere del bianco · a1 torre del nero · b1 cavallo del nero · d1 cavallo del bianco · h1 cavallo del nero | g8 alfiere del nero · e6 pedone del bianco · f6 alfiere del bianco · a5 re del bianco · c5 pedone del bianco · d5 torre del bianco · f5 pedone del bianco · g5 pedone del nero · h5 cavallo del bianco · e4 re del nero · a3 pedone del nero · b3 pedone del bianco · a2 pedone del nero · e2 alfiere del bianco · a1 torre del nero · b1 cavallo del nero · d1 cavallo del bianco · h1 cavallo del nero | g8 alfiere del nero · e6 pedone del bianco · f6 alfiere del bianco · a5 re del bianco · c5 pedone del bianco · d5 torre del bianco · f5 pedone del bianco · g5 pedone del nero · h5 cavallo del bianco · e4 re del nero · a3 pedone del nero · b3 pedone del bianco · a2 pedone del nero · e2 alfiere del bianco · a1 torre del nero · b1 cavallo del nero · d1 cavallo del bianco · h1 cavallo del nero | g8 alfiere del nero · e6 pedone del bianco · f6 alfiere del bianco · a5 re del bianco · c5 pedone del bianco · d5 torre del bianco · f5 pedone del bianco · g5 pedone del nero · h5 cavallo del bianco · e4 re del nero · a3 pedone del nero · b3 pedone del bianco · a2 pedone del nero · e2 alfiere del bianco · a1 torre del nero · b1 cavallo del nero · d1 cavallo del bianco · h1 cavallo del nero | 2 |
| 1 | g8 alfiere del nero · e6 pedone del bianco · f6 alfiere del bianco · a5 re del bianco · c5 pedone del bianco · d5 torre del bianco · f5 pedone del bianco · g5 pedone del nero · h5 cavallo del bianco · e4 re del nero · a3 pedone del nero · b3 pedone del bianco · a2 pedone del nero · e2 alfiere del bianco · a1 torre del nero · b1 cavallo del nero · d1 cavallo del bianco · h1 cavallo del nero | g8 alfiere del nero · e6 pedone del bianco · f6 alfiere del bianco · a5 re del bianco · c5 pedone del bianco · d5 torre del bianco · f5 pedone del bianco · g5 pedone del nero · h5 cavallo del bianco · e4 re del nero · a3 pedone del nero · b3 pedone del bianco · a2 pedone del nero · e2 alfiere del bianco · a1 torre del nero · b1 cavallo del nero · d1 cavallo del bianco · h1 cavallo del nero | g8 alfiere del nero · e6 pedone del bianco · f6 alfiere del bianco · a5 re del bianco · c5 pedone del bianco · d5 torre del bianco · f5 pedone del bianco · g5 pedone del nero · h5 cavallo del bianco · e4 re del nero · a3 pedone del nero · b3 pedone del bianco · a2 pedone del nero · e2 alfiere del bianco · a1 torre del nero · b1 cavallo del nero · d1 cavallo del bianco · h1 cavallo del nero | g8 alfiere del nero · e6 pedone del bianco · f6 alfiere del bianco · a5 re del bianco · c5 pedone del bianco · d5 torre del bianco · f5 pedone del bianco · g5 pedone del nero · h5 cavallo del bianco · e4 re del nero · a3 pedone del nero · b3 pedone del bianco · a2 pedone del nero · e2 alfiere del bianco · a1 torre del nero · b1 cavallo del nero · d1 cavallo del bianco · h1 cavallo del nero | g8 alfiere del nero · e6 pedone del bianco · f6 alfiere del bianco · a5 re del bianco · c5 pedone del bianco · d5 torre del bianco · f5 pedone del bianco · g5 pedone del nero · h5 cavallo del bianco · e4 re del nero · a3 pedone del nero · b3 pedone del bianco · a2 pedone del nero · e2 alfiere del bianco · a1 torre del nero · b1 cavallo del nero · d1 cavallo del bianco · h1 cavallo del nero | g8 alfiere del nero · e6 pedone del bianco · f6 alfiere del bianco · a5 re del bianco · c5 pedone del bianco · d5 torre del bianco · f5 pedone del bianco · g5 pedone del nero · h5 cavallo del bianco · e4 re del nero · a3 pedone del nero · b3 pedone del bianco · a2 pedone del nero · e2 alfiere del bianco · a1 torre del nero · b1 cavallo del nero · d1 cavallo del bianco · h1 cavallo del nero | g8 alfiere del nero · e6 pedone del bianco · f6 alfiere del bianco · a5 re del bianco · c5 pedone del bianco · d5 torre del bianco · f5 pedone del bianco · g5 pedone del nero · h5 cavallo del bianco · e4 re del nero · a3 pedone del nero · b3 pedone del bianco · a2 pedone del nero · e2 alfiere del bianco · a1 torre del nero · b1 cavallo del nero · d1 cavallo del bianco · h1 cavallo del nero | g8 alfiere del nero · e6 pedone del bianco · f6 alfiere del bianco · a5 re del bianco · c5 pedone del bianco · d5 torre del bianco · f5 pedone del bianco · g5 pedone del nero · h5 cavallo del bianco · e4 re del nero · a3 pedone del nero · b3 pedone del bianco · a2 pedone del nero · e2 alfiere del bianco · a1 torre del nero · b1 cavallo del nero · d1 cavallo del bianco · h1 cavallo del nero | 1 |
|   | a | b | c | d | e | f | g | h |   |

Soluzione:
 1. Rb6 !  (min. 2. Ag4 e 3. Rd4#)
1... Cd2  2. Cc3+ Re3  3. Ad4#

1... Cc3  2. Axc3 ...  3. Te5#

  (2... Rxd5  3. Cxf6#)

1... Cg3  2. Cxg3+ Rf4  3. Ae5

  (2... Rxd5  3. Af3#)

1... Cf2  2. Cg3+ Rf4  3. Ae5#

|   | a | b | c | d | e | f | g | h |   |
| 8 | b7 pedone del nero · d7 cavallo del bianco · f7 pedone del nero · b6 pedone del nero · e6 pedone del nero · f6 pedone del bianco · b5 pedone del bianco · d5 pedone del bianco · h5 pedone del bianco · c4 pedone del bianco · d4 re del nero · e4 donna del nero · f4 torre del bianco · h4 re del bianco · a3 donna del bianco · h3 pedone del bianco · a2 pedone del bianco · f2 pedone del bianco · b1 alfiere del bianco · c1 torre del bianco | b7 pedone del nero · d7 cavallo del bianco · f7 pedone del nero · b6 pedone del nero · e6 pedone del nero · f6 pedone del bianco · b5 pedone del bianco · d5 pedone del bianco · h5 pedone del bianco · c4 pedone del bianco · d4 re del nero · e4 donna del nero · f4 torre del bianco · h4 re del bianco · a3 donna del bianco · h3 pedone del bianco · a2 pedone del bianco · f2 pedone del bianco · b1 alfiere del bianco · c1 torre del bianco | b7 pedone del nero · d7 cavallo del bianco · f7 pedone del nero · b6 pedone del nero · e6 pedone del nero · f6 pedone del bianco · b5 pedone del bianco · d5 pedone del bianco · h5 pedone del bianco · c4 pedone del bianco · d4 re del nero · e4 donna del nero · f4 torre del bianco · h4 re del bianco · a3 donna del bianco · h3 pedone del bianco · a2 pedone del bianco · f2 pedone del bianco · b1 alfiere del bianco · c1 torre del bianco | b7 pedone del nero · d7 cavallo del bianco · f7 pedone del nero · b6 pedone del nero · e6 pedone del nero · f6 pedone del bianco · b5 pedone del bianco · d5 pedone del bianco · h5 pedone del bianco · c4 pedone del bianco · d4 re del nero · e4 donna del nero · f4 torre del bianco · h4 re del bianco · a3 donna del bianco · h3 pedone del bianco · a2 pedone del bianco · f2 pedone del bianco · b1 alfiere del bianco · c1 torre del bianco | b7 pedone del nero · d7 cavallo del bianco · f7 pedone del nero · b6 pedone del nero · e6 pedone del nero · f6 pedone del bianco · b5 pedone del bianco · d5 pedone del bianco · h5 pedone del bianco · c4 pedone del bianco · d4 re del nero · e4 donna del nero · f4 torre del bianco · h4 re del bianco · a3 donna del bianco · h3 pedone del bianco · a2 pedone del bianco · f2 pedone del bianco · b1 alfiere del bianco · c1 torre del bianco | b7 pedone del nero · d7 cavallo del bianco · f7 pedone del nero · b6 pedone del nero · e6 pedone del nero · f6 pedone del bianco · b5 pedone del bianco · d5 pedone del bianco · h5 pedone del bianco · c4 pedone del bianco · d4 re del nero · e4 donna del nero · f4 torre del bianco · h4 re del bianco · a3 donna del bianco · h3 pedone del bianco · a2 pedone del bianco · f2 pedone del bianco · b1 alfiere del bianco · c1 torre del bianco | b7 pedone del nero · d7 cavallo del bianco · f7 pedone del nero · b6 pedone del nero · e6 pedone del nero · f6 pedone del bianco · b5 pedone del bianco · d5 pedone del bianco · h5 pedone del bianco · c4 pedone del bianco · d4 re del nero · e4 donna del nero · f4 torre del bianco · h4 re del bianco · a3 donna del bianco · h3 pedone del bianco · a2 pedone del bianco · f2 pedone del bianco · b1 alfiere del bianco · c1 torre del bianco | b7 pedone del nero · d7 cavallo del bianco · f7 pedone del nero · b6 pedone del nero · e6 pedone del nero · f6 pedone del bianco · b5 pedone del bianco · d5 pedone del bianco · h5 pedone del bianco · c4 pedone del bianco · d4 re del nero · e4 donna del nero · f4 torre del bianco · h4 re del bianco · a3 donna del bianco · h3 pedone del bianco · a2 pedone del bianco · f2 pedone del bianco · b1 alfiere del bianco · c1 torre del bianco | 8 |
| 7 | b7 pedone del nero · d7 cavallo del bianco · f7 pedone del nero · b6 pedone del nero · e6 pedone del nero · f6 pedone del bianco · b5 pedone del bianco · d5 pedone del bianco · h5 pedone del bianco · c4 pedone del bianco · d4 re del nero · e4 donna del nero · f4 torre del bianco · h4 re del bianco · a3 donna del bianco · h3 pedone del bianco · a2 pedone del bianco · f2 pedone del bianco · b1 alfiere del bianco · c1 torre del bianco | b7 pedone del nero · d7 cavallo del bianco · f7 pedone del nero · b6 pedone del nero · e6 pedone del nero · f6 pedone del bianco · b5 pedone del bianco · d5 pedone del bianco · h5 pedone del bianco · c4 pedone del bianco · d4 re del nero · e4 donna del nero · f4 torre del bianco · h4 re del bianco · a3 donna del bianco · h3 pedone del bianco · a2 pedone del bianco · f2 pedone del bianco · b1 alfiere del bianco · c1 torre del bianco | b7 pedone del nero · d7 cavallo del bianco · f7 pedone del nero · b6 pedone del nero · e6 pedone del nero · f6 pedone del bianco · b5 pedone del bianco · d5 pedone del bianco · h5 pedone del bianco · c4 pedone del bianco · d4 re del nero · e4 donna del nero · f4 torre del bianco · h4 re del bianco · a3 donna del bianco · h3 pedone del bianco · a2 pedone del bianco · f2 pedone del bianco · b1 alfiere del bianco · c1 torre del bianco | b7 pedone del nero · d7 cavallo del bianco · f7 pedone del nero · b6 pedone del nero · e6 pedone del nero · f6 pedone del bianco · b5 pedone del bianco · d5 pedone del bianco · h5 pedone del bianco · c4 pedone del bianco · d4 re del nero · e4 donna del nero · f4 torre del bianco · h4 re del bianco · a3 donna del bianco · h3 pedone del bianco · a2 pedone del bianco · f2 pedone del bianco · b1 alfiere del bianco · c1 torre del bianco | b7 pedone del nero · d7 cavallo del bianco · f7 pedone del nero · b6 pedone del nero · e6 pedone del nero · f6 pedone del bianco · b5 pedone del bianco · d5 pedone del bianco · h5 pedone del bianco · c4 pedone del bianco · d4 re del nero · e4 donna del nero · f4 torre del bianco · h4 re del bianco · a3 donna del bianco · h3 pedone del bianco · a2 pedone del bianco · f2 pedone del bianco · b1 alfiere del bianco · c1 torre del bianco | b7 pedone del nero · d7 cavallo del bianco · f7 pedone del nero · b6 pedone del nero · e6 pedone del nero · f6 pedone del bianco · b5 pedone del bianco · d5 pedone del bianco · h5 pedone del bianco · c4 pedone del bianco · d4 re del nero · e4 donna del nero · f4 torre del bianco · h4 re del bianco · a3 donna del bianco · h3 pedone del bianco · a2 pedone del bianco · f2 pedone del bianco · b1 alfiere del bianco · c1 torre del bianco | b7 pedone del nero · d7 cavallo del bianco · f7 pedone del nero · b6 pedone del nero · e6 pedone del nero · f6 pedone del bianco · b5 pedone del bianco · d5 pedone del bianco · h5 pedone del bianco · c4 pedone del bianco · d4 re del nero · e4 donna del nero · f4 torre del bianco · h4 re del bianco · a3 donna del bianco · h3 pedone del bianco · a2 pedone del bianco · f2 pedone del bianco · b1 alfiere del bianco · c1 torre del bianco | b7 pedone del nero · d7 cavallo del bianco · f7 pedone del nero · b6 pedone del nero · e6 pedone del nero · f6 pedone del bianco · b5 pedone del bianco · d5 pedone del bianco · h5 pedone del bianco · c4 pedone del bianco · d4 re del nero · e4 donna del nero · f4 torre del bianco · h4 re del bianco · a3 donna del bianco · h3 pedone del bianco · a2 pedone del bianco · f2 pedone del bianco · b1 alfiere del bianco · c1 torre del bianco | 7 |
| 6 | b7 pedone del nero · d7 cavallo del bianco · f7 pedone del nero · b6 pedone del nero · e6 pedone del nero · f6 pedone del bianco · b5 pedone del bianco · d5 pedone del bianco · h5 pedone del bianco · c4 pedone del bianco · d4 re del nero · e4 donna del nero · f4 torre del bianco · h4 re del bianco · a3 donna del bianco · h3 pedone del bianco · a2 pedone del bianco · f2 pedone del bianco · b1 alfiere del bianco · c1 torre del bianco | b7 pedone del nero · d7 cavallo del bianco · f7 pedone del nero · b6 pedone del nero · e6 pedone del nero · f6 pedone del bianco · b5 pedone del bianco · d5 pedone del bianco · h5 pedone del bianco · c4 pedone del bianco · d4 re del nero · e4 donna del nero · f4 torre del bianco · h4 re del bianco · a3 donna del bianco · h3 pedone del bianco · a2 pedone del bianco · f2 pedone del bianco · b1 alfiere del bianco · c1 torre del bianco | b7 pedone del nero · d7 cavallo del bianco · f7 pedone del nero · b6 pedone del nero · e6 pedone del nero · f6 pedone del bianco · b5 pedone del bianco · d5 pedone del bianco · h5 pedone del bianco · c4 pedone del bianco · d4 re del nero · e4 donna del nero · f4 torre del bianco · h4 re del bianco · a3 donna del bianco · h3 pedone del bianco · a2 pedone del bianco · f2 pedone del bianco · b1 alfiere del bianco · c1 torre del bianco | b7 pedone del nero · d7 cavallo del bianco · f7 pedone del nero · b6 pedone del nero · e6 pedone del nero · f6 pedone del bianco · b5 pedone del bianco · d5 pedone del bianco · h5 pedone del bianco · c4 pedone del bianco · d4 re del nero · e4 donna del nero · f4 torre del bianco · h4 re del bianco · a3 donna del bianco · h3 pedone del bianco · a2 pedone del bianco · f2 pedone del bianco · b1 alfiere del bianco · c1 torre del bianco | b7 pedone del nero · d7 cavallo del bianco · f7 pedone del nero · b6 pedone del nero · e6 pedone del nero · f6 pedone del bianco · b5 pedone del bianco · d5 pedone del bianco · h5 pedone del bianco · c4 pedone del bianco · d4 re del nero · e4 donna del nero · f4 torre del bianco · h4 re del bianco · a3 donna del bianco · h3 pedone del bianco · a2 pedone del bianco · f2 pedone del bianco · b1 alfiere del bianco · c1 torre del bianco | b7 pedone del nero · d7 cavallo del bianco · f7 pedone del nero · b6 pedone del nero · e6 pedone del nero · f6 pedone del bianco · b5 pedone del bianco · d5 pedone del bianco · h5 pedone del bianco · c4 pedone del bianco · d4 re del nero · e4 donna del nero · f4 torre del bianco · h4 re del bianco · a3 donna del bianco · h3 pedone del bianco · a2 pedone del bianco · f2 pedone del bianco · b1 alfiere del bianco · c1 torre del bianco | b7 pedone del nero · d7 cavallo del bianco · f7 pedone del nero · b6 pedone del nero · e6 pedone del nero · f6 pedone del bianco · b5 pedone del bianco · d5 pedone del bianco · h5 pedone del bianco · c4 pedone del bianco · d4 re del nero · e4 donna del nero · f4 torre del bianco · h4 re del bianco · a3 donna del bianco · h3 pedone del bianco · a2 pedone del bianco · f2 pedone del bianco · b1 alfiere del bianco · c1 torre del bianco | b7 pedone del nero · d7 cavallo del bianco · f7 pedone del nero · b6 pedone del nero · e6 pedone del nero · f6 pedone del bianco · b5 pedone del bianco · d5 pedone del bianco · h5 pedone del bianco · c4 pedone del bianco · d4 re del nero · e4 donna del nero · f4 torre del bianco · h4 re del bianco · a3 donna del bianco · h3 pedone del bianco · a2 pedone del bianco · f2 pedone del bianco · b1 alfiere del bianco · c1 torre del bianco | 6 |
| 5 | b7 pedone del nero · d7 cavallo del bianco · f7 pedone del nero · b6 pedone del nero · e6 pedone del nero · f6 pedone del bianco · b5 pedone del bianco · d5 pedone del bianco · h5 pedone del bianco · c4 pedone del bianco · d4 re del nero · e4 donna del nero · f4 torre del bianco · h4 re del bianco · a3 donna del bianco · h3 pedone del bianco · a2 pedone del bianco · f2 pedone del bianco · b1 alfiere del bianco · c1 torre del bianco | b7 pedone del nero · d7 cavallo del bianco · f7 pedone del nero · b6 pedone del nero · e6 pedone del nero · f6 pedone del bianco · b5 pedone del bianco · d5 pedone del bianco · h5 pedone del bianco · c4 pedone del bianco · d4 re del nero · e4 donna del nero · f4 torre del bianco · h4 re del bianco · a3 donna del bianco · h3 pedone del bianco · a2 pedone del bianco · f2 pedone del bianco · b1 alfiere del bianco · c1 torre del bianco | b7 pedone del nero · d7 cavallo del bianco · f7 pedone del nero · b6 pedone del nero · e6 pedone del nero · f6 pedone del bianco · b5 pedone del bianco · d5 pedone del bianco · h5 pedone del bianco · c4 pedone del bianco · d4 re del nero · e4 donna del nero · f4 torre del bianco · h4 re del bianco · a3 donna del bianco · h3 pedone del bianco · a2 pedone del bianco · f2 pedone del bianco · b1 alfiere del bianco · c1 torre del bianco | b7 pedone del nero · d7 cavallo del bianco · f7 pedone del nero · b6 pedone del nero · e6 pedone del nero · f6 pedone del bianco · b5 pedone del bianco · d5 pedone del bianco · h5 pedone del bianco · c4 pedone del bianco · d4 re del nero · e4 donna del nero · f4 torre del bianco · h4 re del bianco · a3 donna del bianco · h3 pedone del bianco · a2 pedone del bianco · f2 pedone del bianco · b1 alfiere del bianco · c1 torre del bianco | b7 pedone del nero · d7 cavallo del bianco · f7 pedone del nero · b6 pedone del nero · e6 pedone del nero · f6 pedone del bianco · b5 pedone del bianco · d5 pedone del bianco · h5 pedone del bianco · c4 pedone del bianco · d4 re del nero · e4 donna del nero · f4 torre del bianco · h4 re del bianco · a3 donna del bianco · h3 pedone del bianco · a2 pedone del bianco · f2 pedone del bianco · b1 alfiere del bianco · c1 torre del bianco | b7 pedone del nero · d7 cavallo del bianco · f7 pedone del nero · b6 pedone del nero · e6 pedone del nero · f6 pedone del bianco · b5 pedone del bianco · d5 pedone del bianco · h5 pedone del bianco · c4 pedone del bianco · d4 re del nero · e4 donna del nero · f4 torre del bianco · h4 re del bianco · a3 donna del bianco · h3 pedone del bianco · a2 pedone del bianco · f2 pedone del bianco · b1 alfiere del bianco · c1 torre del bianco | b7 pedone del nero · d7 cavallo del bianco · f7 pedone del nero · b6 pedone del nero · e6 pedone del nero · f6 pedone del bianco · b5 pedone del bianco · d5 pedone del bianco · h5 pedone del bianco · c4 pedone del bianco · d4 re del nero · e4 donna del nero · f4 torre del bianco · h4 re del bianco · a3 donna del bianco · h3 pedone del bianco · a2 pedone del bianco · f2 pedone del bianco · b1 alfiere del bianco · c1 torre del bianco | b7 pedone del nero · d7 cavallo del bianco · f7 pedone del nero · b6 pedone del nero · e6 pedone del nero · f6 pedone del bianco · b5 pedone del bianco · d5 pedone del bianco · h5 pedone del bianco · c4 pedone del bianco · d4 re del nero · e4 donna del nero · f4 torre del bianco · h4 re del bianco · a3 donna del bianco · h3 pedone del bianco · a2 pedone del bianco · f2 pedone del bianco · b1 alfiere del bianco · c1 torre del bianco | 5 |
| 4 | b7 pedone del nero · d7 cavallo del bianco · f7 pedone del nero · b6 pedone del nero · e6 pedone del nero · f6 pedone del bianco · b5 pedone del bianco · d5 pedone del bianco · h5 pedone del bianco · c4 pedone del bianco · d4 re del nero · e4 donna del nero · f4 torre del bianco · h4 re del bianco · a3 donna del bianco · h3 pedone del bianco · a2 pedone del bianco · f2 pedone del bianco · b1 alfiere del bianco · c1 torre del bianco | b7 pedone del nero · d7 cavallo del bianco · f7 pedone del nero · b6 pedone del nero · e6 pedone del nero · f6 pedone del bianco · b5 pedone del bianco · d5 pedone del bianco · h5 pedone del bianco · c4 pedone del bianco · d4 re del nero · e4 donna del nero · f4 torre del bianco · h4 re del bianco · a3 donna del bianco · h3 pedone del bianco · a2 pedone del bianco · f2 pedone del bianco · b1 alfiere del bianco · c1 torre del bianco | b7 pedone del nero · d7 cavallo del bianco · f7 pedone del nero · b6 pedone del nero · e6 pedone del nero · f6 pedone del bianco · b5 pedone del bianco · d5 pedone del bianco · h5 pedone del bianco · c4 pedone del bianco · d4 re del nero · e4 donna del nero · f4 torre del bianco · h4 re del bianco · a3 donna del bianco · h3 pedone del bianco · a2 pedone del bianco · f2 pedone del bianco · b1 alfiere del bianco · c1 torre del bianco | b7 pedone del nero · d7 cavallo del bianco · f7 pedone del nero · b6 pedone del nero · e6 pedone del nero · f6 pedone del bianco · b5 pedone del bianco · d5 pedone del bianco · h5 pedone del bianco · c4 pedone del bianco · d4 re del nero · e4 donna del nero · f4 torre del bianco · h4 re del bianco · a3 donna del bianco · h3 pedone del bianco · a2 pedone del bianco · f2 pedone del bianco · b1 alfiere del bianco · c1 torre del bianco | b7 pedone del nero · d7 cavallo del bianco · f7 pedone del nero · b6 pedone del nero · e6 pedone del nero · f6 pedone del bianco · b5 pedone del bianco · d5 pedone del bianco · h5 pedone del bianco · c4 pedone del bianco · d4 re del nero · e4 donna del nero · f4 torre del bianco · h4 re del bianco · a3 donna del bianco · h3 pedone del bianco · a2 pedone del bianco · f2 pedone del bianco · b1 alfiere del bianco · c1 torre del bianco | b7 pedone del nero · d7 cavallo del bianco · f7 pedone del nero · b6 pedone del nero · e6 pedone del nero · f6 pedone del bianco · b5 pedone del bianco · d5 pedone del bianco · h5 pedone del bianco · c4 pedone del bianco · d4 re del nero · e4 donna del nero · f4 torre del bianco · h4 re del bianco · a3 donna del bianco · h3 pedone del bianco · a2 pedone del bianco · f2 pedone del bianco · b1 alfiere del bianco · c1 torre del bianco | b7 pedone del nero · d7 cavallo del bianco · f7 pedone del nero · b6 pedone del nero · e6 pedone del nero · f6 pedone del bianco · b5 pedone del bianco · d5 pedone del bianco · h5 pedone del bianco · c4 pedone del bianco · d4 re del nero · e4 donna del nero · f4 torre del bianco · h4 re del bianco · a3 donna del bianco · h3 pedone del bianco · a2 pedone del bianco · f2 pedone del bianco · b1 alfiere del bianco · c1 torre del bianco | b7 pedone del nero · d7 cavallo del bianco · f7 pedone del nero · b6 pedone del nero · e6 pedone del nero · f6 pedone del bianco · b5 pedone del bianco · d5 pedone del bianco · h5 pedone del bianco · c4 pedone del bianco · d4 re del nero · e4 donna del nero · f4 torre del bianco · h4 re del bianco · a3 donna del bianco · h3 pedone del bianco · a2 pedone del bianco · f2 pedone del bianco · b1 alfiere del bianco · c1 torre del bianco | 4 |
| 3 | b7 pedone del nero · d7 cavallo del bianco · f7 pedone del nero · b6 pedone del nero · e6 pedone del nero · f6 pedone del bianco · b5 pedone del bianco · d5 pedone del bianco · h5 pedone del bianco · c4 pedone del bianco · d4 re del nero · e4 donna del nero · f4 torre del bianco · h4 re del bianco · a3 donna del bianco · h3 pedone del bianco · a2 pedone del bianco · f2 pedone del bianco · b1 alfiere del bianco · c1 torre del bianco | b7 pedone del nero · d7 cavallo del bianco · f7 pedone del nero · b6 pedone del nero · e6 pedone del nero · f6 pedone del bianco · b5 pedone del bianco · d5 pedone del bianco · h5 pedone del bianco · c4 pedone del bianco · d4 re del nero · e4 donna del nero · f4 torre del bianco · h4 re del bianco · a3 donna del bianco · h3 pedone del bianco · a2 pedone del bianco · f2 pedone del bianco · b1 alfiere del bianco · c1 torre del bianco | b7 pedone del nero · d7 cavallo del bianco · f7 pedone del nero · b6 pedone del nero · e6 pedone del nero · f6 pedone del bianco · b5 pedone del bianco · d5 pedone del bianco · h5 pedone del bianco · c4 pedone del bianco · d4 re del nero · e4 donna del nero · f4 torre del bianco · h4 re del bianco · a3 donna del bianco · h3 pedone del bianco · a2 pedone del bianco · f2 pedone del bianco · b1 alfiere del bianco · c1 torre del bianco | b7 pedone del nero · d7 cavallo del bianco · f7 pedone del nero · b6 pedone del nero · e6 pedone del nero · f6 pedone del bianco · b5 pedone del bianco · d5 pedone del bianco · h5 pedone del bianco · c4 pedone del bianco · d4 re del nero · e4 donna del nero · f4 torre del bianco · h4 re del bianco · a3 donna del bianco · h3 pedone del bianco · a2 pedone del bianco · f2 pedone del bianco · b1 alfiere del bianco · c1 torre del bianco | b7 pedone del nero · d7 cavallo del bianco · f7 pedone del nero · b6 pedone del nero · e6 pedone del nero · f6 pedone del bianco · b5 pedone del bianco · d5 pedone del bianco · h5 pedone del bianco · c4 pedone del bianco · d4 re del nero · e4 donna del nero · f4 torre del bianco · h4 re del bianco · a3 donna del bianco · h3 pedone del bianco · a2 pedone del bianco · f2 pedone del bianco · b1 alfiere del bianco · c1 torre del bianco | b7 pedone del nero · d7 cavallo del bianco · f7 pedone del nero · b6 pedone del nero · e6 pedone del nero · f6 pedone del bianco · b5 pedone del bianco · d5 pedone del bianco · h5 pedone del bianco · c4 pedone del bianco · d4 re del nero · e4 donna del nero · f4 torre del bianco · h4 re del bianco · a3 donna del bianco · h3 pedone del bianco · a2 pedone del bianco · f2 pedone del bianco · b1 alfiere del bianco · c1 torre del bianco | b7 pedone del nero · d7 cavallo del bianco · f7 pedone del nero · b6 pedone del nero · e6 pedone del nero · f6 pedone del bianco · b5 pedone del bianco · d5 pedone del bianco · h5 pedone del bianco · c4 pedone del bianco · d4 re del nero · e4 donna del nero · f4 torre del bianco · h4 re del bianco · a3 donna del bianco · h3 pedone del bianco · a2 pedone del bianco · f2 pedone del bianco · b1 alfiere del bianco · c1 torre del bianco | b7 pedone del nero · d7 cavallo del bianco · f7 pedone del nero · b6 pedone del nero · e6 pedone del nero · f6 pedone del bianco · b5 pedone del bianco · d5 pedone del bianco · h5 pedone del bianco · c4 pedone del bianco · d4 re del nero · e4 donna del nero · f4 torre del bianco · h4 re del bianco · a3 donna del bianco · h3 pedone del bianco · a2 pedone del bianco · f2 pedone del bianco · b1 alfiere del bianco · c1 torre del bianco | 3 |
| 2 | b7 pedone del nero · d7 cavallo del bianco · f7 pedone del nero · b6 pedone del nero · e6 pedone del nero · f6 pedone del bianco · b5 pedone del bianco · d5 pedone del bianco · h5 pedone del bianco · c4 pedone del bianco · d4 re del nero · e4 donna del nero · f4 torre del bianco · h4 re del bianco · a3 donna del bianco · h3 pedone del bianco · a2 pedone del bianco · f2 pedone del bianco · b1 alfiere del bianco · c1 torre del bianco | b7 pedone del nero · d7 cavallo del bianco · f7 pedone del nero · b6 pedone del nero · e6 pedone del nero · f6 pedone del bianco · b5 pedone del bianco · d5 pedone del bianco · h5 pedone del bianco · c4 pedone del bianco · d4 re del nero · e4 donna del nero · f4 torre del bianco · h4 re del bianco · a3 donna del bianco · h3 pedone del bianco · a2 pedone del bianco · f2 pedone del bianco · b1 alfiere del bianco · c1 torre del bianco | b7 pedone del nero · d7 cavallo del bianco · f7 pedone del nero · b6 pedone del nero · e6 pedone del nero · f6 pedone del bianco · b5 pedone del bianco · d5 pedone del bianco · h5 pedone del bianco · c4 pedone del bianco · d4 re del nero · e4 donna del nero · f4 torre del bianco · h4 re del bianco · a3 donna del bianco · h3 pedone del bianco · a2 pedone del bianco · f2 pedone del bianco · b1 alfiere del bianco · c1 torre del bianco | b7 pedone del nero · d7 cavallo del bianco · f7 pedone del nero · b6 pedone del nero · e6 pedone del nero · f6 pedone del bianco · b5 pedone del bianco · d5 pedone del bianco · h5 pedone del bianco · c4 pedone del bianco · d4 re del nero · e4 donna del nero · f4 torre del bianco · h4 re del bianco · a3 donna del bianco · h3 pedone del bianco · a2 pedone del bianco · f2 pedone del bianco · b1 alfiere del bianco · c1 torre del bianco | b7 pedone del nero · d7 cavallo del bianco · f7 pedone del nero · b6 pedone del nero · e6 pedone del nero · f6 pedone del bianco · b5 pedone del bianco · d5 pedone del bianco · h5 pedone del bianco · c4 pedone del bianco · d4 re del nero · e4 donna del nero · f4 torre del bianco · h4 re del bianco · a3 donna del bianco · h3 pedone del bianco · a2 pedone del bianco · f2 pedone del bianco · b1 alfiere del bianco · c1 torre del bianco | b7 pedone del nero · d7 cavallo del bianco · f7 pedone del nero · b6 pedone del nero · e6 pedone del nero · f6 pedone del bianco · b5 pedone del bianco · d5 pedone del bianco · h5 pedone del bianco · c4 pedone del bianco · d4 re del nero · e4 donna del nero · f4 torre del bianco · h4 re del bianco · a3 donna del bianco · h3 pedone del bianco · a2 pedone del bianco · f2 pedone del bianco · b1 alfiere del bianco · c1 torre del bianco | b7 pedone del nero · d7 cavallo del bianco · f7 pedone del nero · b6 pedone del nero · e6 pedone del nero · f6 pedone del bianco · b5 pedone del bianco · d5 pedone del bianco · h5 pedone del bianco · c4 pedone del bianco · d4 re del nero · e4 donna del nero · f4 torre del bianco · h4 re del bianco · a3 donna del bianco · h3 pedone del bianco · a2 pedone del bianco · f2 pedone del bianco · b1 alfiere del bianco · c1 torre del bianco | b7 pedone del nero · d7 cavallo del bianco · f7 pedone del nero · b6 pedone del nero · e6 pedone del nero · f6 pedone del bianco · b5 pedone del bianco · d5 pedone del bianco · h5 pedone del bianco · c4 pedone del bianco · d4 re del nero · e4 donna del nero · f4 torre del bianco · h4 re del bianco · a3 donna del bianco · h3 pedone del bianco · a2 pedone del bianco · f2 pedone del bianco · b1 alfiere del bianco · c1 torre del bianco | 2 |
| 1 | b7 pedone del nero · d7 cavallo del bianco · f7 pedone del nero · b6 pedone del nero · e6 pedone del nero · f6 pedone del bianco · b5 pedone del bianco · d5 pedone del bianco · h5 pedone del bianco · c4 pedone del bianco · d4 re del nero · e4 donna del nero · f4 torre del bianco · h4 re del bianco · a3 donna del bianco · h3 pedone del bianco · a2 pedone del bianco · f2 pedone del bianco · b1 alfiere del bianco · c1 torre del bianco | b7 pedone del nero · d7 cavallo del bianco · f7 pedone del nero · b6 pedone del nero · e6 pedone del nero · f6 pedone del bianco · b5 pedone del bianco · d5 pedone del bianco · h5 pedone del bianco · c4 pedone del bianco · d4 re del nero · e4 donna del nero · f4 torre del bianco · h4 re del bianco · a3 donna del bianco · h3 pedone del bianco · a2 pedone del bianco · f2 pedone del bianco · b1 alfiere del bianco · c1 torre del bianco | b7 pedone del nero · d7 cavallo del bianco · f7 pedone del nero · b6 pedone del nero · e6 pedone del nero · f6 pedone del bianco · b5 pedone del bianco · d5 pedone del bianco · h5 pedone del bianco · c4 pedone del bianco · d4 re del nero · e4 donna del nero · f4 torre del bianco · h4 re del bianco · a3 donna del bianco · h3 pedone del bianco · a2 pedone del bianco · f2 pedone del bianco · b1 alfiere del bianco · c1 torre del bianco | b7 pedone del nero · d7 cavallo del bianco · f7 pedone del nero · b6 pedone del nero · e6 pedone del nero · f6 pedone del bianco · b5 pedone del bianco · d5 pedone del bianco · h5 pedone del bianco · c4 pedone del bianco · d4 re del nero · e4 donna del nero · f4 torre del bianco · h4 re del bianco · a3 donna del bianco · h3 pedone del bianco · a2 pedone del bianco · f2 pedone del bianco · b1 alfiere del bianco · c1 torre del bianco | b7 pedone del nero · d7 cavallo del bianco · f7 pedone del nero · b6 pedone del nero · e6 pedone del nero · f6 pedone del bianco · b5 pedone del bianco · d5 pedone del bianco · h5 pedone del bianco · c4 pedone del bianco · d4 re del nero · e4 donna del nero · f4 torre del bianco · h4 re del bianco · a3 donna del bianco · h3 pedone del bianco · a2 pedone del bianco · f2 pedone del bianco · b1 alfiere del bianco · c1 torre del bianco | b7 pedone del nero · d7 cavallo del bianco · f7 pedone del nero · b6 pedone del nero · e6 pedone del nero · f6 pedone del bianco · b5 pedone del bianco · d5 pedone del bianco · h5 pedone del bianco · c4 pedone del bianco · d4 re del nero · e4 donna del nero · f4 torre del bianco · h4 re del bianco · a3 donna del bianco · h3 pedone del bianco · a2 pedone del bianco · f2 pedone del bianco · b1 alfiere del bianco · c1 torre del bianco | b7 pedone del nero · d7 cavallo del bianco · f7 pedone del nero · b6 pedone del nero · e6 pedone del nero · f6 pedone del bianco · b5 pedone del bianco · d5 pedone del bianco · h5 pedone del bianco · c4 pedone del bianco · d4 re del nero · e4 donna del nero · f4 torre del bianco · h4 re del bianco · a3 donna del bianco · h3 pedone del bianco · a2 pedone del bianco · f2 pedone del bianco · b1 alfiere del bianco · c1 torre del bianco | b7 pedone del nero · d7 cavallo del bianco · f7 pedone del nero · b6 pedone del nero · e6 pedone del nero · f6 pedone del bianco · b5 pedone del bianco · d5 pedone del bianco · h5 pedone del bianco · c4 pedone del bianco · d4 re del nero · e4 donna del nero · f4 torre del bianco · h4 re del bianco · a3 donna del bianco · h3 pedone del bianco · a2 pedone del bianco · f2 pedone del bianco · b1 alfiere del bianco · c1 torre del bianco | 1 |
|   | a | b | c | d | e | f | g | h |   |

Soluzione:
1. Da7 !  (zugzwang)
1... exd5 2. c5! ... 3. Dxb6 Dxf4#